# Vito Reale
Vito Reale (Viggiano, 23 dicembre 1883 – Roma, 28 aprile 1953) è stato un politico italiano.

## Biografia
Vito Nicola Reale nacque presso il comune di Viggiano, in provincia di Potenza da Giuseppe Reale (1850) e Lucia Miglionico (1856), in una famiglia di proprietari terrieri.
Svolse la professione di avvocato nel foro di Potenza. Fu Sindaco di Viggiano, suo paese natale, dal 1910 al 1915. Fece parte della Massoneria, matricola n. 33.433, fu iniziato il 4.11.1910 nella loggia di Viaggiano "Mario Pagano, e divenne Maestro il 28.1.1914". Dal 1912 fu consigliere della Deputazione provinciale di Potenza.
Fu eletto deputato nel 1919 e confermato nel 1921 nella circoscrizione di Potenza, con la lista elettorale di Francesco Saverio Nitti. Restò a Montecitorio fino al 1924.
Dopo il 25 luglio 1943 fu sottosegretario all'Interno dal 16 novembre 1943 e dall'11 febbraio 1944 fu Ministro dell'interno nel Governo Badoglio I del Regno del Sud.
Nel 1945 fu membro della Consulta Nazionale, e nel 1946 eletto deputato all'Assemblea Costituente, aderendo all'Unione Democratica Nazionale.
Fu quindi senatore di diritto durante la I legislatura (1948-1953) e morì a pochi mesi dalla fine della legislatura. Nella sua attività politica fu considerato allievo di Francesco Saverio Nitti.